# Hahncappsia entephrialis
Hahncappsia entephrialis là một loài bướm đêm trong họ Crambidae.